# Jacques Madubost
Jacques Paul Maurice Madubost (ur. 6 czerwca 1944 w Dangeau, zm. 29 czerwca 2018 w Riantec) – francuski lekkoatleta, który specjalizował się w skoku wzwyż.
W 1966 roku zdobył tytuł mistrza Europy. Dwa lata później był 18. podczas europejskich igrzysk halowych. 
Nigdy nie zdobył tytułu mistrza Francji. W 1966 był wicemistrzem, a w 1965, 1967 i 1968 brązowym medalistą.
W 1966 dwukrotnie ustanawiał rekordy Francji (2,14 m 8 maja w Saint-Brieuc oraz 2,15 m 17 czerwca w Paryżu). Ten ostatni rezultat był jego rekordem życiowym.